# Storia della Scozia
I primi documenti scritti della storia della Scozia risalgono al I secolo con l'arrivo dei romani, quando la provincia della Britannia raggiunse il suo estremo nord fissato nel vallo Antonino. Più a nord di questo vi era la Caledonia, abitata dai Pitti, le cui rivolte costrinsero più volte le legioni di Roma ad arretrare fino al vallo di Adriano. Quando i romani abbandonarono definitivamente la Gran Bretagna, i predoni gaelici, chiamati Scoti, iniziarono a colonizzare la Scozia occidentale e il Galles. Prima dell'era romana, la Scozia preistorica era entrata nell'età neolitica  intorno al 4000 a.C., nell'età del bronzo intorno al 2000 a.C. e nell'età del ferro intorno al 700 a.C.
Il regno gaelico di Dál Riata fu fondato sulla costa occidentale della Scozia nel VI secolo e nel secolo successivo i missionari irlandesi convertirono i Pitti, precedentemente pagani, al cristianesimo celtico. In seguito alla missione inviata da papa Gregorio Magno nell'Inghilterra, il re dei Pitti Nechtan, scelse di abbandonare la maggior parte delle pratiche celtiche a favore del rito romano, limitando l'influenza gaelica sul suo regno ed evitando la guerra con la Northumbria anglosassoni. Verso la fine dell'VIII secolo iniziarono le invasioni vichinghe che costrinsero i Pitti e i Gaeli a cessare la loro storica ostilità reciproca e ad unirsi nel IX secolo formando il Regno di Scozia.
Il Regno di Scozia fu unito sotto il casato degli Alpin, i cui membri combatterono tra loro durante le frequenti contese di successione al trono. L'ultimo re Alpin, Malcolm II, morì all'inizio del XI secolo senza eredi maschi e il regno passò attraverso il nipote al casato dei Dunkeld. L'ultimo re di tale dinastia, Alessandro III, morì nel 1286 lasciando come erede solo la nipote Margherita di Scozia, che morì solo quattro anni dopo. Sotto re Edoardo I, il regno d'Inghilterra, approfittò di tale situazione per intraprendere una serie di conquiste che portarono alle guerre d'indipendenza scozzesi, mentre il regno di Scozia passava di volta in volta tra il casato di Balliol e il clan Bruce. La vittoria finale della Scozia la confermò come un regno completamente indipendente e sovrano.
Quando il re Davide II di Scozia morì senza eredi, suo nipote Roberto II fondò il casato degli Stuart che avrebbe governato incontrastato la Scozia per i successivi tre secoli. Nel 1603 Giacomo VI, re Stuart di Scozia, ereditò anche il trono d'Inghilterra, diventando Giacomo I d'Inghilterra, e i re e le regine Stuart governarono entrambi i regni, rimasti comunque indipendenti, fino a quando l'Atto di Unione del 1707 non unì le due corone in un nuovo stato, il Regno di Gran Bretagna. La regina Anna, al governo fino al 1714, fu l'ultimo monarca Stuart e da allora la successione dei monarchi britannici dei casati di Hannover e di Sassonia-Coburgo-Gotha (i Windsor) è dovuto alla loro discendenza da Giacomo VI e I del casato degli Stuart.
Durante l'illuminismo e la rivoluzione industriale, la Scozia divenne una delle potenze commerciali, intellettuali e industriali d'Europa. Tuttavia, dopo la seconda guerra mondiale, il suo declino economico fu particolarmente acuto. Alla fine del XX secolo il paese ha potuto beneficiare di una sorta di rinascita culturale ed economica, alimentata in parte da un settore dei servizi finanziari in ripresa e dai proventi dell'estrazione di petrolio e gas naturale dai giacimenti del Mare del Nord. A partire dagli anni 1950 il nazionalismo è diventato un argomento politico forte, con seri dibattiti sull'indipendenza scozzese e sul referendum nel 2014 riguardante l'uscita dal Regno Unito.

## La Preistoria

### Età della pietra

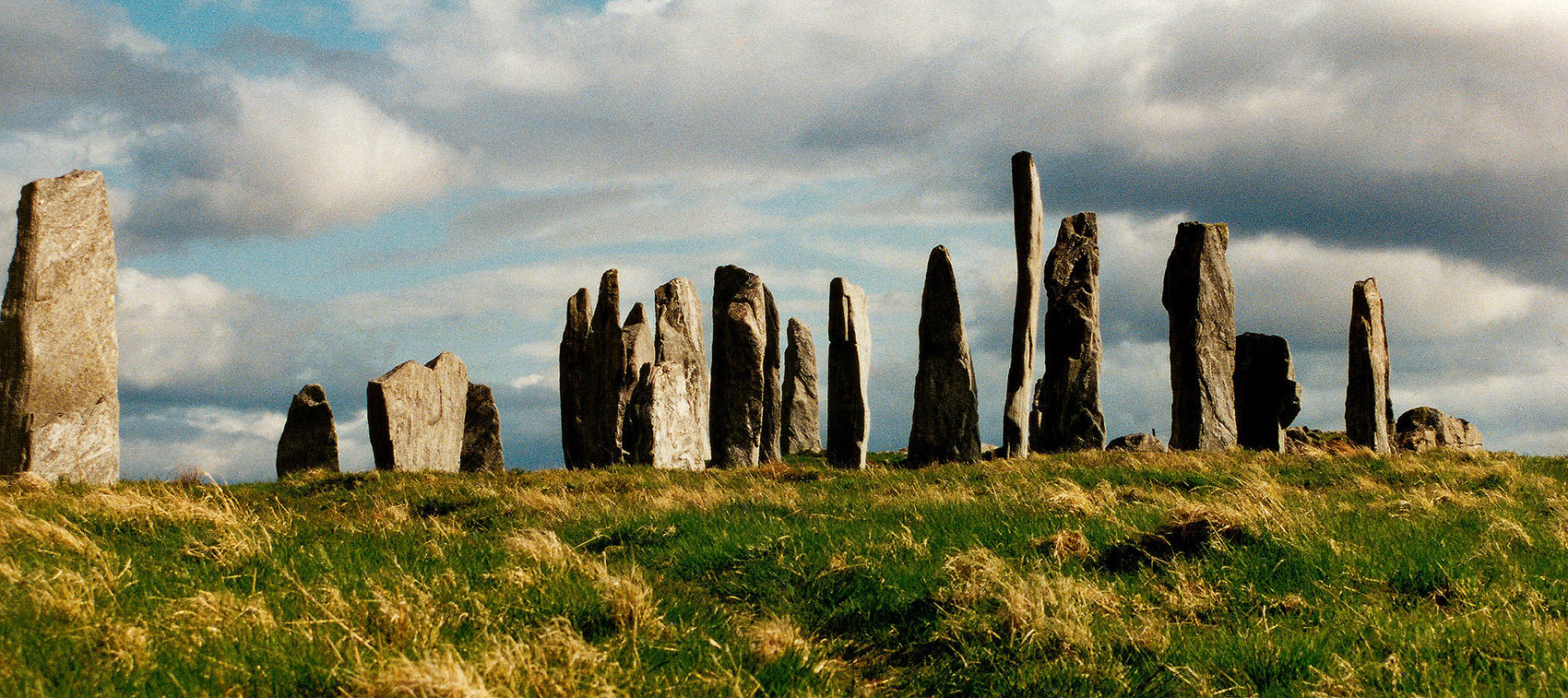
I megaliti di Callanish

Tra il sesto e il quarto millennio a.C. (mesolitico) si insediarono nell'area popolazioni di cacciatori e raccoglitori provenienti dall'Europa continentale, vissero soprattutto sulle isole come ad esempio Rùm, Oronsay oppure nei pressi delle coste, in prossimità degli estuari o in luoghi protetti sulle pendici dei rilievi.
Il neolitico portò con sé rilevanti novità, la coltivazione e l'allevamento. Insediamenti di quest'epoca si hanno sulle isole Orcadi e sulle Ebridi esterne, arcipelaghi accomunati dal ritrovamento di reperti di ceramiche di Unstan. Di poco successivo è il sito di Skara Brae (3000 a.C. - 2500 a.C.) sulle Orcadi. In quest'epoca si svilupparono forme più complesse di religiosità, di esse permangono numerosi luoghi di sepoltura, i cairns, come ad esempio quello di Maes Howe, sempre sulle Orcadi.
Allo stesso periodo risalgono i cerchi di megaliti come ad esempio quelli del Ring of Brodgar o gli Stones of Stenness (entrambi sulle Orcadi) oppure la formazione di Callanish sull'isola di Lewis e Harris. Non è del tutto chiaro lo scopo di queste costruzioni ma è probabile che servissero come osservatori astronomici e per la misurazione delle fasi lunari.

### Età del bronzo
La costruzione di cairns e di monumenti megalitici proseguì anche nell'età del bronzo quando apparvero le prime fortificazioni sulle sommità delle colline (i cosiddetti hill forts, rimasti in uso fino all'età del ferro) come ad esempio Eildon Hill nei pressi di Melrose che risale intorno al 1000 a.C. e che comprendeva diverse centinaia di abitazioni circondate da una fortificazione. Meno spettacolari erano i Crannóg, insediamenti costruiti su piccole isole artificiali.

### Età del ferro
Verso la metà del primo millennio a.C. i conflitti si intensificarono con l'arrivo di ondate di popolazioni celtiche provenienti da sud. Intorno al 400 a.C. i Celti introdussero il ferro. La continua diffusione, anche in quest'epoca, dei tipi di fortificazioni già esistenti alle quali si aggiunsero i brochs, le torri circolari diffuse soprattutto sulla costa atlantica, trasmettono l'immagine di un territorio diviso fra innumerevoli tribù in lotta fra di loro. Questo è anche quanto descrissero i romani, la cui prima incursione risale al 55 a.C.; ispirandosi ai numerosi tatuaggi in uso presso i locali, definirono le popolazioni usando il termine collettivo Picti, da cui pitti.

## L'invasione romana

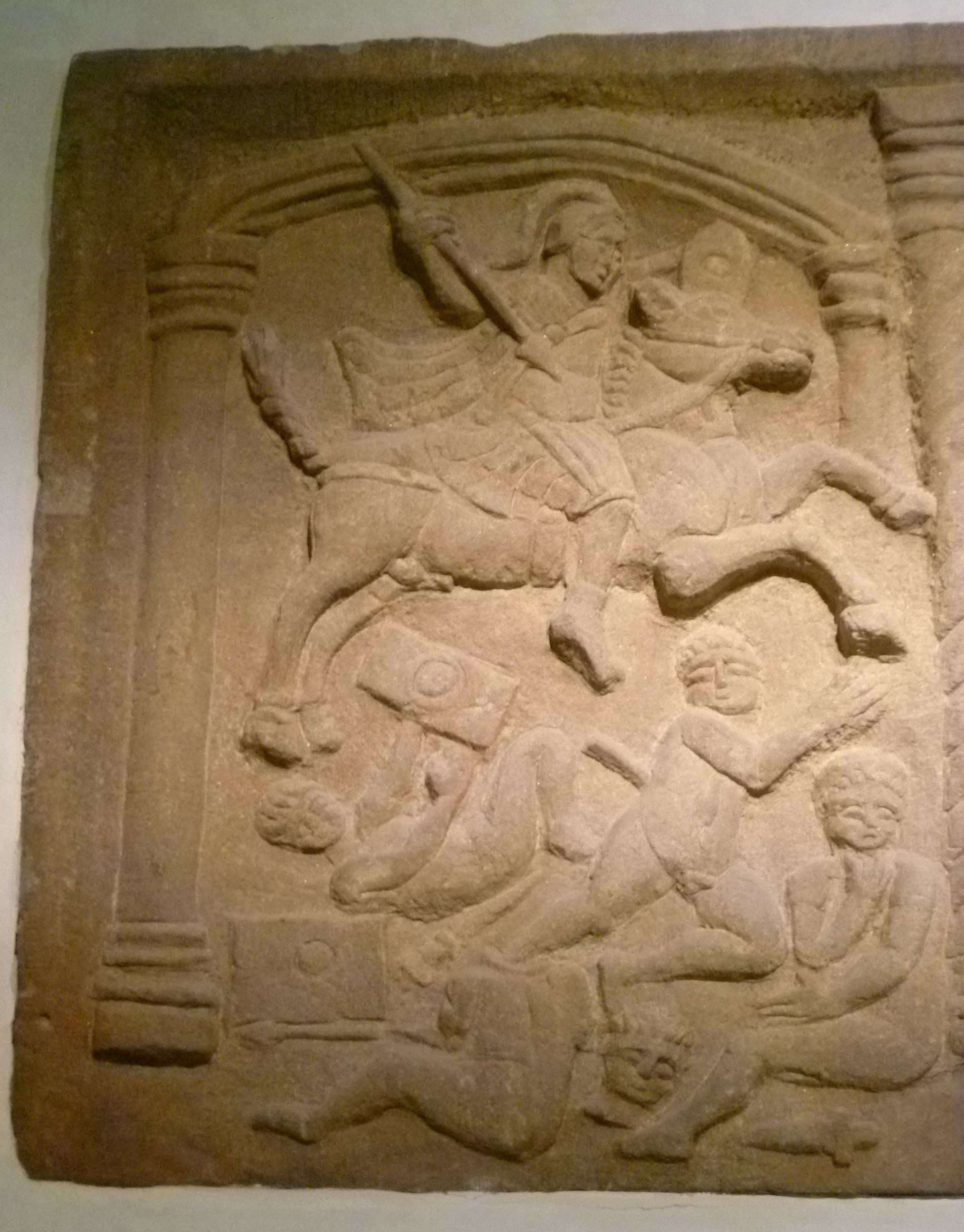
Cavaliere romano che calpesta i Pitti conquistati, su una tavoletta trovata a Bo'ness datata al 142 d.C. ora custodita al National Museum of Scotland

Le prime notizie scritte sulla storia della Scozia risalgono all'epoca romana. Sebbene le popolazioni locali avessero fatto occasionale uso di testi scritti per scopi commemorativi era di gran lunga più diffusa la trasmissione orale. Con lo scomparire della tradizione druidica gran parte di questo patrimonio andò perduto. Gli unici resoconti scritti risalenti ad epoche pre-romane sono quelli di Pitea che circumnavigò le isole britanniche (da lui chiamate Pretaniké) nel 325 a.C.
La conquista della Gran Bretagna da parte dei romani avvenne nel 43 d.C., oltre un secolo dopo le prime invasioni da parte di Giulio Cesare. Nel 77 Gneo Giulio Agricola fu nominato governatore della provincia romana di Britannia insediandosi nel sud dell'isola. In seguito a diversi successi militari nelle aree meridionali le truppe romane si insinuarono nei territori settentrionali giungendo in Scozia nel 79 e incontrando una forte opposizione da parte dei caledoni. Tra l'82 e l'83 d.C. Agricola inviò una flotta che circumnavigò le coste settentrionali giungendo fino alle Orcadi e nell'84, nella Battaglia del monte Graupio, sconfisse infine le tribù caledoni guidate da Calgaco. La battaglia ebbe luogo in una località non identificata, che Tacito chiama Mons Graupius, nella quale fa pronunciare a Calgaco il famoso discorso che termina con ubi solitudinem faciunt, pacem appellant.
Come ha tramandato ai posteri il genero Tacito, Agricola portò i confini dell'impero fino a una linea che attraversa la Scozia dal Firth of Clyde al Firth of Forth. I Romani non penetrarono nelle Highlands, ma raggiunsero lungo la costa del mar del Nord ("Ripa Alta") il Moray Firth con una serie di fortificazioni.
Sotto Antonino fu eretto un vallo dal Clyde al Forth (Vallo di Antonino); la sua costruzione durò 2-3 anni, ma venne abbandonato verso il 160. I Romani si ritirarono dalla Caledonia (l'attuale Scozia) attorno al 155 e vi ritornarono per un breve periodo dal 159 al 163. Successivamente, con l'imperatore Settimio Severo nel periodo 208 - 211, tentarono per l'ultima volta la completa conquista della Caledonia.

## Scozia medievale

### Dopo il ritiro di Roma

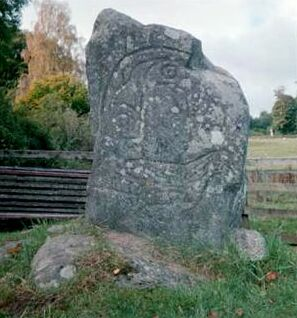
Lo Strathpeffer Eagle Stone una pietra dei Pitti di classe 1 presso Strathpfeffer (Scozia)

Nell'epoca successiva al definitivo ritiro dei romani (circa nel 410), la popolazione della Scozia era composta da due gruppi principali:
- I Pitti (ovvero la popolazione originaria, probabilmente una popolazione celtica brittonica) che intorno al 500 aveva conquistato gran parte delle isole e la parte a settentrione del Firth of Clyde e del Firth of Forth, un'area chiamata "Pictavia" e tuttora contraddistinta da numerosi toponimi con il prefisso Pit (ad esempio Pitlochry) e dal ritrovamento di pietre scolpite come ad esempio quelle di Aberlemno (Angus)
- I Britanni, una popolazione di origine celtica britannica influenzata dalla cultura romana (gran parte dei leader avevano nomi romani). A sud del Firth of Clyde si trovava il regno di Y Strad Glud (Strathclyde), in Cumbria vi era Rheged, nella parte centrale degli Scottish Borders vi era Selgovae e dal Firth of Forth fino al Tweed abitavano i Votadini (o Gododdin).

Entrambe queste popolazioni parlavano lingue celtiche britanniche (P-Celtic) da cui originarono il gallese, il cornico e il bretone.
Nella stessa epoca affluirono alcune popolazioni di invasori:
- Gli Scoti, una popolazione giunta sulle coste occidentali intorno al IV secolo, un secolo dopo il sovrano Fergus Mór spostò la sua residenza dall'Antrim a Dunadd dove fondò il regno di Dál Riata. La lingua parlata apparteneva al gruppo delle lingue celtiche goideliche (Q-Celtic) dai cui origina il gaelico moderno.
- Gli Angli provenienti dal regno di Bernicia e dal continente e che in seguito conquistarono il regno di Gododdin (XII secolo). Eredità di questa popolazione è lo scots, una lingua germanica simile ma ben distinta sia dall'inglese britannico, sia dall'inglese scozzese.
- intorno all'800 giunsero sulle isole Orcadi e sull'estremo nord-est della Scozia, i Vichinghi.

#### Vichinghi
Gli attacchi vichinghi ebbero inizio nel 793 con la distruzione del monastero di Lindisfarne. Iona fu assalita nel 794 e le Isole Orcadi, le Shetland e le Ebridi divennero colonie scandinave.
I secoli successivi furono caratterizzati dalla costante conflittualità fra le popolazioni, in parte a causa delle invasioni alla conquista di terre e in parte per far mostra delle proprie virtù militari: in tutte le popolazioni presenti nell'area la casta dominante era infatti quella dei guerrieri.
I rimescolamenti dovuti alle varie invasioni furono un primo elemento collante fra le varie popolazioni ma il fattore più importante fu la diffusione del Cristianesimo.

#### Cristianizzazione
Gran parte dei Britanni era, fin dai tempi dell'invasione romana, di religione cristiana, e britannico era il primo santo scozzese, San Ninian, che si adoperò per convertire i Pitti. Secondo gli scritti di San Patrizio e San Columba, i Pitti avevano però abbandonato il cristianesimo dopo la morte di Ninian (432). Toccò quindi a San Columba, uno Scotto di lingua gaelica arrivato in Scozia nel 563, riprendere l'opera di conversione. Columba si insediò nell'isola di Iona con dodici compagni, dove fondò un monastero che divenne la roccaforte della cultura cristiana nella regione. La diffusione del Cristianesimo aprì la strada a rapporti più pacifici fra i Pitti e gli Scotti; si diffusero i matrimoni misti, tanto che nell'843 il sovrano scotto Kenneth MacAlpin, che unì Dàl Riata con il regno di Pictavia, era figlio di una principessa dei Pitti.
MacAlpin, con l'unione dei due regni, diede vita al regno di Alba che tramite conquiste e matrimoni si estese fino a comprendere, nel 1034, gran parte del territorio dell'attuale Scozia. Con la vittoria nella battaglia di Carham (1018) Malcolm II di Scozia si assicurò il possesso del Lothian.

### Il regno di Alba
Il 1034 è l'anno della morte di Máel Coluim mac Cináeda, mentre è controversa la definizione che gli viene talvolta attribuita di "primo sovrano di Scozia". Certo è che a lui si deve l'abolizione dell'antico sistema di trasmissione del titolo basato sulla tanistry: uccidendo infatti un possibile tanist fece sì che il titolo passasse ad un suo nipote (Donnchad mac Crínáin) facendo divenire il titolo a tutti gli effetti ereditario.
Il regno di Donnchad I (salito al trono per discendenza in linea femminile, sua madre era figlia di Máel Coluim II) fu un fallimento da un punto di vista militare, fu infatti sconfitto dagli inglesi a Durham nel 1040. In una località chiamata Bothgofnane Donnchad fu ucciso da Mac Bethad mac Findláich, il Mormaer di Moray, che prese il potere, nonostante nell'iconografia Mac Bethad venga spesso descritto come un personaggio negativo fu in grado di assicurare al regno un periodo di pace.
Mac Bethad fu sconfitto nel 1057 da Máel Coluim III, figlio di Donnchad, che assunse il soprannome di Cenn Mór (inglesizzato in Canmore, significa "grande capo").

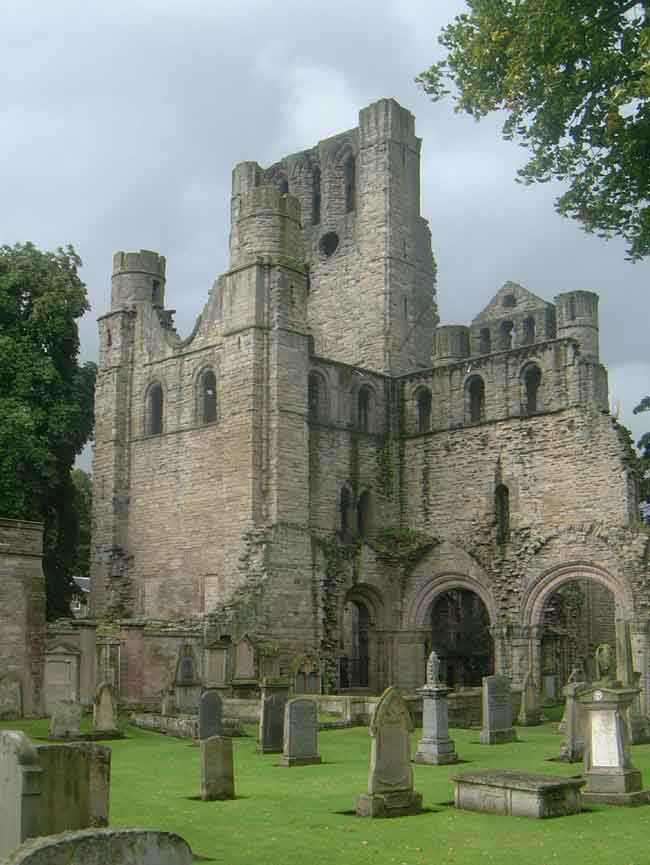
L'abbazia di Kelso

Il suo regno fu caratterizzato da profondi cambiamenti nella struttura sociale, Malcom III aveva trascorso 17 anni presso la corte inglese, si era sposato due volte, la prima con la norvegese Ingibiorg Finnsdottir e in seguito con la principessa anglo-ungherese Margaret Ætheling. Quest'ultima, in seguito canonizzata, iniziò una profonda riforma religiosa. Malcolm introdusse nella regione il feudalesimo, con cui la fedeltà legata al concetto di consanguineità (clan) su cui era basata la società scozzese venne sostituita (anche solo in parte) dalla fedeltà garantita dalla cessione di proprietà terriere.
Il processo di diffusione della religione proseguì sotto il regno di Davide I che fece arrivare nell'area molti monaci, a quest'epoca risale la fondazione di diverse abbazie come Melrose, Kelso, Jedburgh e Dryburgh. Nel 1200 la Scozia era suddivisa in 11 diocesi, fatta eccezione per la zona delle Highlands dove le strutture religiose erano piuttosto rade. Nello stesso periodo furono istituite le royal burgh, città con uno statuto particolare che accordava una certa autonomia di governo e vantaggi commerciali (Edimburgo, Stirling e Berwick-upon-Tweed).
Durante quest'epoca si creò una differenza fra l'area delle Highlands e la zona delle Lowlands ma prima che questo potesse rappresentare un problema si pose la questione della discendenza al trono...

### LaAuld Alliancee le guerre d'indipendenza scozzese
Nel 1175 la Scozia viene assoggettata (almeno formalmente) da Enrico II Plantageneto, re d'Inghilterra. Alla fine del XIII secolo la Scozia è completamente assoggettata all'Inghilterra dopo le vittorie inglesi a Dunbar e Berwick. La pietra del destino (Stone of Scone o Stone of Destiny), su cui erano incoronati i re scozzesi è trasferita da Scone a Londra. Edoardo I nomina Giovanni di Warenne governatore di Scozia.
Nel 1286 morì Alessandro III. Nel decennio precedente vi era stata una serie di decessi nella linea di successione e l'unica erede rimasta era la nipote, Margherita ancora in fasce. Edoardo I d'Inghilterra, prozio di Margherita, suggerì l'opportunità di un matrimonio fra questa e il suo altrettanto giovane figlio, nel 1290 i tutori di Margherita acconsentirono ma nel viaggio dalla Norvegia alla Scozia la piccola perse la vita sulle isole Orcadi.
Nel 1291 Edoardo I presiedette una "conferenza" in cui i due pretendenti più forti al trono, da un lato John Balliol dall'altro Robert Bruce di Annandale, ebbero modo di presentare le loro rivendicazioni. Edoardo scelse il primo obbligandolo a rendere omaggio alla corona inglese rendendo quindi la Scozia uno stato vassallo. Nel tempo Edoardo impose una serie di vessazioni, inducendo John Balliol alla ricerca di un'alleanza con la Francia (1295). In questo periodo ha inizio l'influsso culturale francese nell'architettura, nella legge, nel vocabolario. È l'inizio di quella che sarà in seguito chiamata Auld Alliance, rinnovata da Robert Bruce nel 1326 col Trattato di Corbeil.
Nel 1296 l'Inghilterra invase la Scozia e John Balliol venne deposto da Edoardo I. Gli scozzesi si ribellarono al dominio inglese sotto la guida di William Wallace e conseguirono una grande vittoria a Stirling Bridge nel 1297. Wallace riconquistò Berwick e compì varie incursioni nel Northumberland. Nel 1298 venne nominato Guardiano del Regno. Il 22 luglio 1298 Wallace fu sconfitto a Falkirk e successivamente venne imprigionato, torturato ed impiccato.
Nel 1306 Robert Bruce venne incoronato re di Scozia. Nel 1314 il sovrano inglese Edoardo II passò il confine con una grande armata, ma nella battaglia di Bannockburn venne sconfitto da Robert Bruce. Con la Dichiarazione di Arbroath del 1320, fatta da alcuni nobili scozzesi a Papa Giovanni XII, venne sostanzialmente sancita l'indipendenza scozzese. Con il Trattato di Northampton del 1328 re Edoardo III d'Inghilterra riconosceva formalmente l'indipendenza del Regno di Scozia. Tuttavia, nel 1333, solo quattro anni dopo la morte di Roberto I di Scozia (Robert Bruce), l'Inghilterra tentò di invadere nuovamente la Scozia con il pretesto di mettere sul trono Edward Balliol, figlio di John Balliol. Iniziava per la Scozia la Seconda Guerra d'Indipendenza e, nonostante le vittorie riportate dagli inglesi a Dupplin Moor e a Halidon Hill, la resistenza scozzese fu tenace, così fallì l'intento inglese di mettere Balliol sul trono della Scozia. Nel frattempo scoppiava la guerra dei cento anni tra Inghilterra e Francia per questioni di tipo dinastico, ed Edoardo III perse interesse per la Scozia, lasciando Balliol al suo destino. Nel 1341, Davide II, figlio ed erede di Roberto I, fu in grado di ritornare in Scozia dal suo temporaneo esilio in Francia. Nel 1356 Edward Balliol rinunciò definitivamente alle sue rivendicazioni sul trono scozzese.

## La Scozia degli Stuart

### Roberto II
Nel 1371 ascese al trono di Scozia Roberto II, figlio di Marjorie Bruce e Walter Stewart.

### Roberto III
Nel 1390 divenne re di Scozia Giovanni Stuart, figlio di Roberto II, che prese il nome regale di Roberto III. Durante il regno di Roberto III il potere reale era nelle mani del Duca d'Albany Roberto, fratello del sovrano. Dopo la morte sospetta del principe Davide, nel 1406 Roberto III non esitò a mettere al riparo Giacomo, l'altro figlio, inviandolo in Francia. Durante il viaggio Giacomo venne catturato ed imprigionato per diciotto anni dagli inglesi.

### Giacomo I
Dopo la morte di Roberto III il Duca d'Albany divenne reggente della Scozia fino a quando Giacomo Stuart non venne liberato nel 1424 all'età di trentadue anni. Ripreso il potere Giacomo I riasserì l'autorità regia in Scozia.

### Giacomo II
Sotto Giacomo II, succeduto al padre nel 1437 continuò la politica di centralizzazione monarchica a danno della famiglie nobili scozzesi.

### Giacomo III

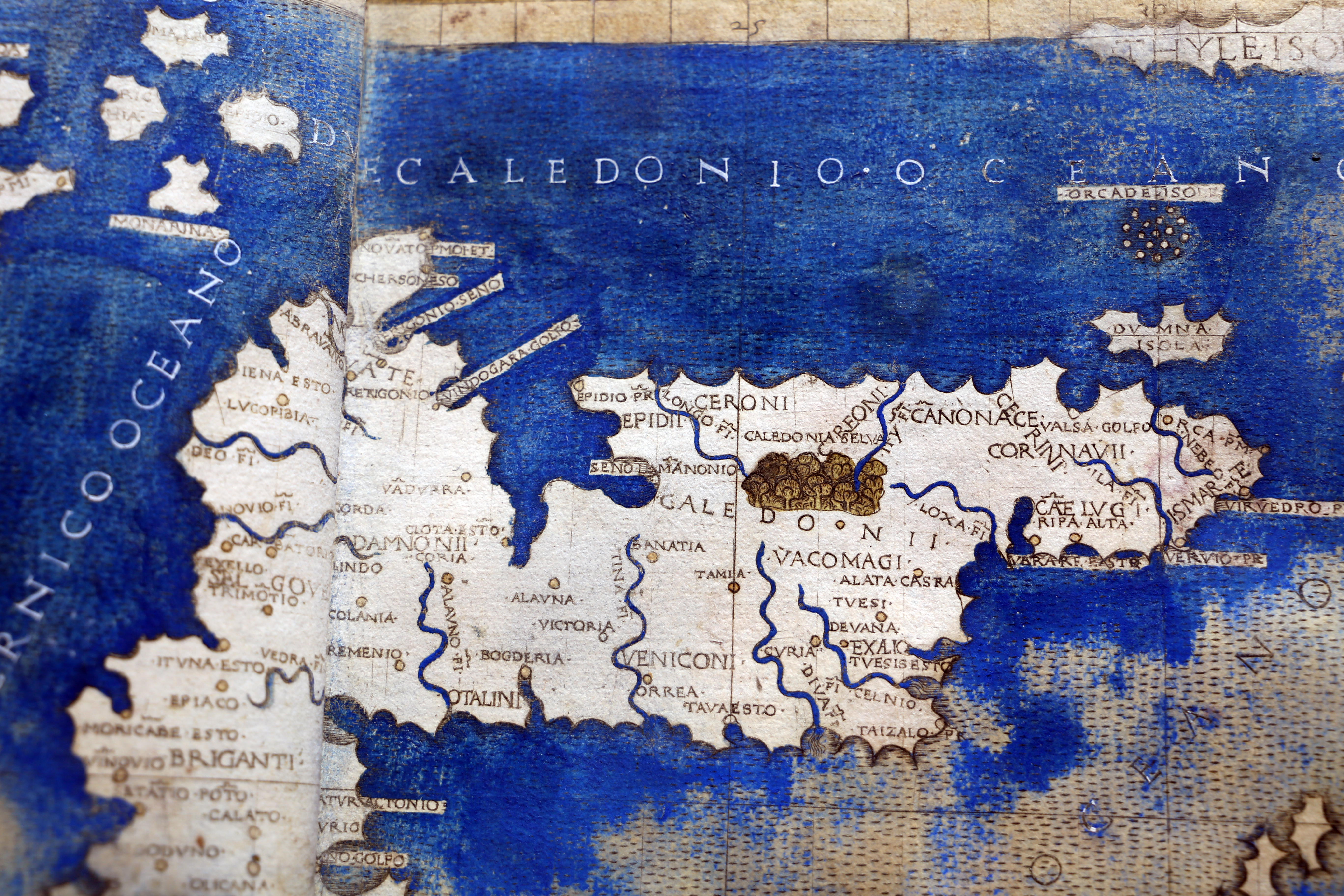
Le Highlands nel 1482

Con il regno di Giacomo III le Orcadi e le Shetland, norvegesi da sei secoli, sono portate in dote nel 1468 grazie al matrimonio con Margherita, figlia di Cristiano I, re di Danimarca e Norvegia. 

### Giacomo IV
Con Giacomo IV venne posto fine all'indipendenza del Signore delle isole, così anche le Isole Ebridi furono incorporate nel Regno di Scozia. Nel 1503 Giacomo IV sposò Margherita Tudor, figlia di Enrico VII d'Inghilterra. Nel 1512 la Auld Alliance venne rinnovata, così quando la Francia venne attaccata da Enrico VIII, il Regno di Scozia entrò in guerra invadendo l'Inghilterra. Nonostante ciò le armate scozzesi vennero fermate nella battaglia di Flodden Field dove trovò la morte anche re Giacomo IV. Successore di Giacomo IV fu il figlio Giacomo V.

### Giacomo V
Quando salì al trono nel 1513 Giacomo V aveva solo un anno. Il governo della Scozia venne affidato a reggenti, in un primo momento alla madre Margherita Tudor, sorella di Enrico VIII d'Inghilterra, e successivamente a Giovanni Stewart, Duca di Albany. Arrivato alla maggiore età, Giacomo V assunse effettivamente il potere nel 1524. Come il padre, Giacomo V cercò di attuare, benché fallendo, una politica di rafforzamento della monarchia scozzese. Nel 1538 Giacomo V prese in sposa Maria di Guisa, una nobile francese imparentata con i Valois. Nel frattempo i rapporti con il re inglese Enrico VIII peggiorarono, arrivando allo scontro nella battaglia Solway Moss dove gli scozzesi furono pesantemente battuti.

### Maria (I)

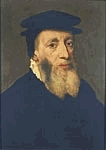
John Knox

Nata l'8 dicembre 1542, Maria Stuarda, figlia di Giacomo V Stuart, diventa regina a sei giorni di vita. La reggenza della Scozia andò alla madre Maria di Guisa. Dopo una serie di campagne vittoriose condotte dagli inglesi, Maria Stuarda venne mandata in Francia all'età di cinque anni. Dopo aver scacciato gli inglesi dalla Scozia, Maria di Guisa prese ufficialmente la reggenza della Scozia. In quel periodo la Scozia subì una forte influenza culturale francese. Nel 1558 Maria, che è cattolica, sposò il Delfino di Francia. Nel 1557 un gruppo di nobili protestanti si oppone alle nozze di Maria con un "papista": viene contratto una sorta di patto tra Dio e il popolo. Tra i firmatari del "patto" si trovano i conti di Argyll, Morton, Glencairn e John Erskine di Dun. Nel 1560 la regina madre morì, e finì anche la Auld Alliance tra Francia e Scozia con la firma del Trattato di Edimburgo. Poco dopo il parlamento scozzese abolì la Chiesa cattolica in Scozia. Nel 1559 John Knox, un ex-prete cattolico, è ordinato ministro della Chiesa di Scozia nella Cattedrale di St. Giles a Edimburgo. Knox fu il personaggio più influente nello sforzo di imporre il presbiterianesimo e di cacciare i cattolici dalla Scozia.
Al ritorno dal Continente, Maria Stuarda trovò un paese protestante. Sebbene di fede cattolica, la regina non volle imporre il cattolicesimo ai suoi sudditi protestanti. I suoi sei anni di regno furono caratterizzati da una serie di crisi, in gran parte causati da intrighi di corte. Nel 1567 Maria venne imprigionata nel Castello di Loch Leven, poi dovette abdicare a favore del figlio Giacomo, divenuto poi Giacomo VI di Scozia. Maria riuscì a fuggire dal Castello di Loch Leven e, dopo aver tentato di riprendere il trono senza successo, riparò in Inghilterra dalla cugina Elisabetta. In Inghilterra Maria divenne un bastione per i cospiratori cattolici, i quali speravano di scalzare Elisabetta Tudor dal trono inglese. Accusata di tradimento, Maria venne giustiziata nel 1587.

### Giacomo VI
Il figlio di Maria Stuarda e di Lord Darnley, Giacomo, diventò re di Scozia dopo l'abdicazione forzata della madre nel 1567. Giacomo aveva appena tredici mesi al momento della sua ascesa al trono e crebbe in un ambiente protestante. Dopo l'esecuzione di Maria e la morte di Elisabetta I, che non aveva figli, la corona d'Inghilterra andò a Giacomo che diventa così Giacomo VI di Scozia e Giacomo I d'Inghilterra (Unione delle Corone, 1603). Giacomo si trasferì in Inghilterra e non fece più ritorno in Scozia.

### Carlo I
Benché unite dallo stesso re, l'Inghilterra e la Scozia mantennero le loro proprie istituzioni. Anche la riforma protestante si era evoluta in modo differente in Scozia dall'Inghilterra. Mentre in Inghilterra restavano le antiche pratiche liturgiche cattoliche, in Scozia la riforma protestante fu più radicale. Dopo i tentativi falliti di Giacomo VI di introdurre la forma anglicana nella chiesa scozzese, nel 1637 Carlo I volle imporre una sorta di Prayer Book alla Chiesa scozzese. La mossa del re provocò una serie di rivolte in Scozia e, in contrapposizione alla politica religiosa imposta dal sovrano, nacque il movimento politico dei Covenanti, i quali si prefiggevano di divulgare il presbiterianesimo. I Covenanti arrivarono a formare un esercito per combattere le riforme religiose fortemente volute da Carlo I. Negli anni Quaranta i Covenanti furono de facto i padroni della Scozia. L'esercito dei Covenanti arrivò a combattere in Irlanda, in particolare per proteggere i coloni protestanti dell'Ulster, e in Inghilterra, durante la Guerra civile inglese a fianco della fazione parlamentarista.
Tuttavia non tutti i sudditi scozzesi andarono contro re Carlo I. Nel 1644 il Duca di Montrose si sollevò a favore del sovrano. Aiutato da truppe irlandesi e delle Highlands scozzesi, il tentativo di Montrose ebbe inizialmente successo, ma venne sconfitto nel 1646. Nel 1649 re Carlo I venne decapitato.

### Carlo II

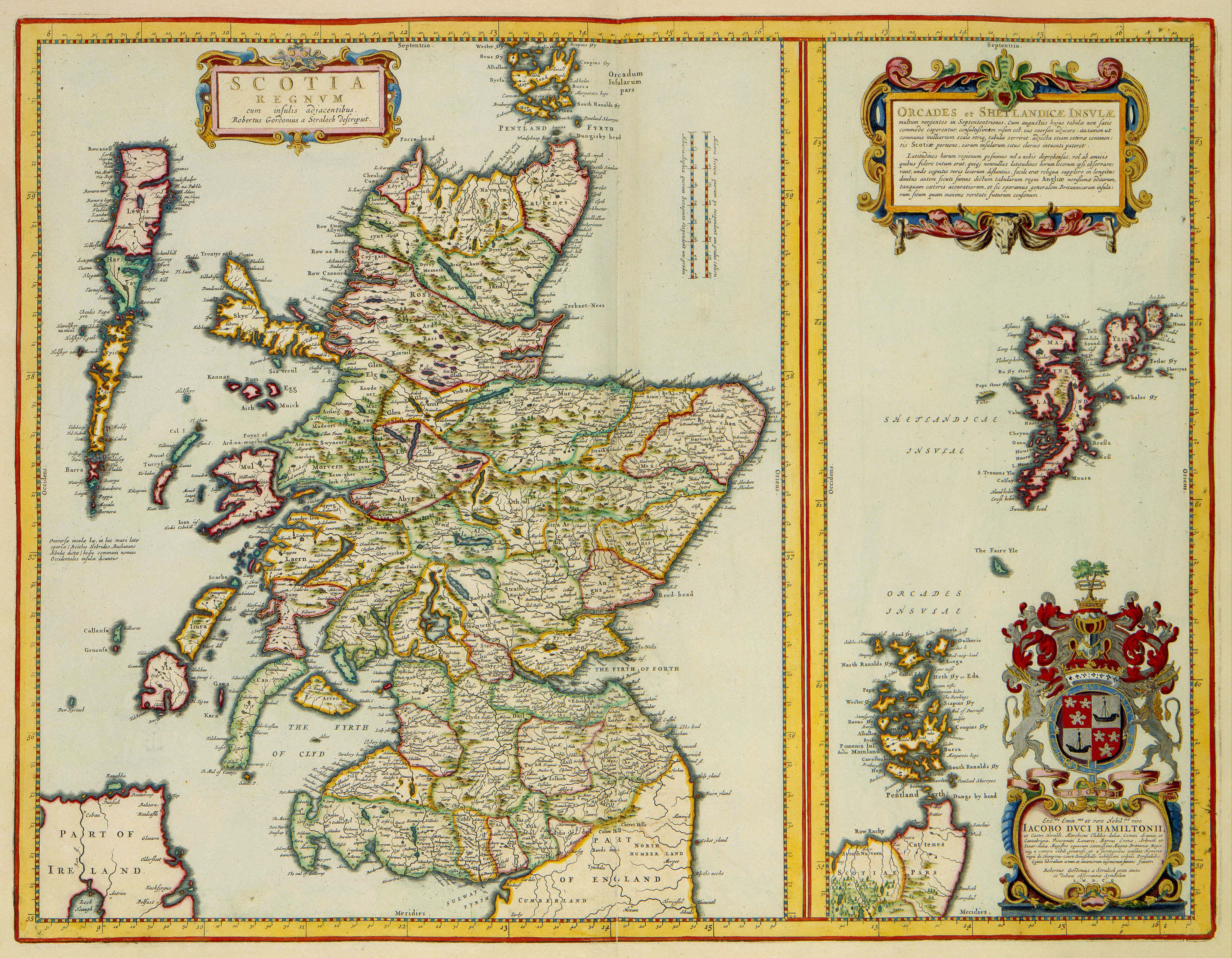
Mappa della Scozia della metà del XVII secolo

Dopo la morte di Carlo I venne proclamato re Carlo II. La Scozia venne invasa dalle armate di Oliver Cromwell. Tra il 1652 e il 1660 la Scozia fece parte del Commonwealth inglese. Con la fine del Commonwealth, e la relativa restaurazione monarchica, tornò il confine tra Inghilterra e Scozia. Durante il regno di Carlo II la Scozia venne gestita da nobili locali. Alla fine degli anni Settanta e all'inizio degli anni Ottanta nelle Lowlands scoppiarono ancora rivolte per questioni religiose, però brutalmente represse. Carlo II morì nel 1685.

### Giacomo VII
Il futuro Giacomo VII si convertì al cattolicesimo intorno al 1672. Dopo l'incoronazione, avvenuta nel 1685, si creò una situazione paradossale per cui il re è al tempo stesso cattolico e capo della Chiesa d'Inghilterra. Nel 1688 arrivò dai Paesi Bassi Guglielmo d'Orange che conquistò il trono inglese, e conseguentemente anche quello scozzese, eliminando Giacomo VII, che si rifugiò in Francia, nonché il principe Giacomo Francesco Edoardo Stuart, noto come il "Vecchio Pretendente". Coloro che rimasero fedeli alla linea dinastica di Giacomo fuggirono o combatterono: sono conosciuti come giacobiti.

### Rivolte giacobite
Nel 1704 il parlamento scozzese emanò l'Act of Security con il quale venne interdetto il trono a un pretendente di fede cattolica.
Dopo l'Atto di Unione con l'Inghilterra (1707), il "Vecchio pretendente" Giacomo Stuart (detto Giacomo VIII per i legittimisti) tentò, con l'aiuto dei francesi, di sbarcare in Gran Bretagna, ma venne fermato dalla marina britannica. Nel 1715 scoppiò un'altra rivolta giacobita, promossa da John Erskine, ma venne soffocata dal Duca di Argyll.
Nel 1745, Carlo Edoardo Stuart, figlio di Giacomo Edoardo, detto il "Giovane pretendente", sbarcò in Scozia, ottenne alcune vittorie e si autonominò Giacomo VIII di Scozia. Carlo venne però sconfitto nel 1746 dagli inglesi nella battaglia di Culloden. Carlo Edoardo tornò in Italia, dove era nato, e vi rimase fino alla morte nel 1788.
Il parlamento di Londra emanò nuove leggi che mirarono a demolire l'identità e le strutture economiche dei clan con l'Highland Dress Proscription Act del 1746 poi abolito nel 1782.

## Unione con l'Inghilterra
Con la stagnazione economica dei primi anni del Settecento la Scozia divenne dipendente dall'Inghilterra nella vendita di lino e bestiame. Da parte inglese ci fu una forte pressione per giungere ad un'effettiva fusione dei due regni. Nel 1707 il parlamento scozzese, congiuntamente a quello inglese, votò la fusione tra Inghilterra e Scozia. Nacque così un nuovo regno: il regno di Gran Bretagna.
Con l'Atto di Unione del 1707 la storia della Scozia si confonde con quella della Gran Bretagna. In questo periodo nacque la bandiera britannica (Union Jack) dalla fusione della croce di San Giorgio (Inghilterra) e della croce di Sant'Andrea (Scozia).
All'interno del sistema dei clan la terra era considerata possesso della comunità. Col passare delle generazioni i capi-clan tendevano ad accumulare ricchezza e ad allontanarsi dagli altri membri. Nel XVIII secolo i diritti dei membri del clan non vennero più rispettati. Il capo-clan anglicizzato non parlava nemmeno più la stessa lingua di quelli che per lui non sono più suoi congiunti. Quando nelle Lowlands diventò economicamente vantaggioso sostituire esseri umani con animali da allevamento, nessun nobile esitò più un attimo, poiché le pecore Cheviot e Blackface generavano molto più reddito di qualsiasi coltivatore. Il grande "successo" dei proprietari terrieri attraverso tutta la Scozia a partire dal 1785 è conosciuto come The Highland Clearances, ossia "gli sgombramenti". Con le Clearances i contadini vennero trapiantati in aree costali e invitati a dedicarsi alla pesca e alla coltivazione di alcuni tipi di alghe che venivano ricercate per la colorazione di tessuti. Questi prodotti per la colorazione, alternativi rispetto ai prodotti tradizionalmente utilizzati, erano diventati particolarmente redditizi perché le guerre napoleoniche impedivano l'importazione dei prodotti tradizionalmente utilizzati per la colorazione. Con la fine delle guerre napoleoniche, le aree costiere delle Highlands non fornivano più grossi mezzi di sussistenza. Molti abitanti di queste zone si videro costretti a lasciare ancora una volta le loro terre per cercare lavoro nelle nascenti industrie scozzesi (particolarmente Glasgow e Paisley in Scozia) o al di là del mare, in Irlanda (particolarmente a Belfast, che stava divenendo un centro industriale importante), o nel Nordamerica.

## La Scozia nell'età Contemporanea

### Ottocento
Nell'Ottocento la Scozia vide il rapido sviluppo delle sue prime industrie. Nei primi anni del secolo fiorirono le industrie tessili della costa occidentali che però andarono in crisi dopo lo scoppio della guerra civile americana. Allo stesso tempo iniziava lo sfruttamento del ferro e del carbone. Nel 1831 venne aperta la prima linea ferroviaria in Scozia. Alla fine del secolo la Scozia aveva un capillare servizio ferroviario, dedicato principalmente allo sviluppo delle industrie metallurgiche.
Nell'Ottocento la popolazione scozzese ebbe una crescita demografica considerevole, poiché in un secolo quadruplicò. Questo periodo vide anche la forte emigrazione di scozzesi, in cerca di nuove opportunità, verso il Nordamerica, l'Australia, il Sudafrica e in Inghilterra. Intanto dall'Irlanda, colpita dalla carestia degli anni Quaranta, giunsero numerosi immigranti di fede cattolica diretti nella nascente città industriale di Glasgow.
Nel corso dell'Ottocento, seppur lentamente, iniziava la riabilitazione della cultura delle Highlands. I romanzi di Walter Scott, nonché di altri scrittori scozzesi, contribuirono a squarciare il velo, in tutta Europa, sull'identità scozzese, romantica, tradizionale e folcloristica, in contrapposizione a quella inglese, capitalista e modernista. Nonostante questi fervori culturali, il territorio delle Highlands restava una regione povera. Il potere politico, economico e giurisdizionale era ancora in mano a poche famiglie nobili, integrate tra l'altro con i ceti dominanti inglesi. La diseguale distribuzione delle terre rimase un forte problema emotivo nelle Highlands e divenne una delle battaglie per i nuovi movimenti religiosi radicali che si affacciarono a partire dagli anni Quaranta, così gli affittuari delle Highlands iniziarono ad abbracciare tali movimenti. I predicatori, provenienti essi stessi dagli strati più poveri della popolazione, si opponevano all'ordine costituito. Dopo un periodo di violenze, il governo si accorse delle vittime delle Clearances e dell'ingiusta distribuzione terriera nella Scozia. Col Crofters Act del 1886 il governo britannico garantì ai contadini il possesso della loro terra col diritto a lasciarla in eredità, e riconobbe il diritto a un risarcimento per chi era stato espulso.

### Novecento

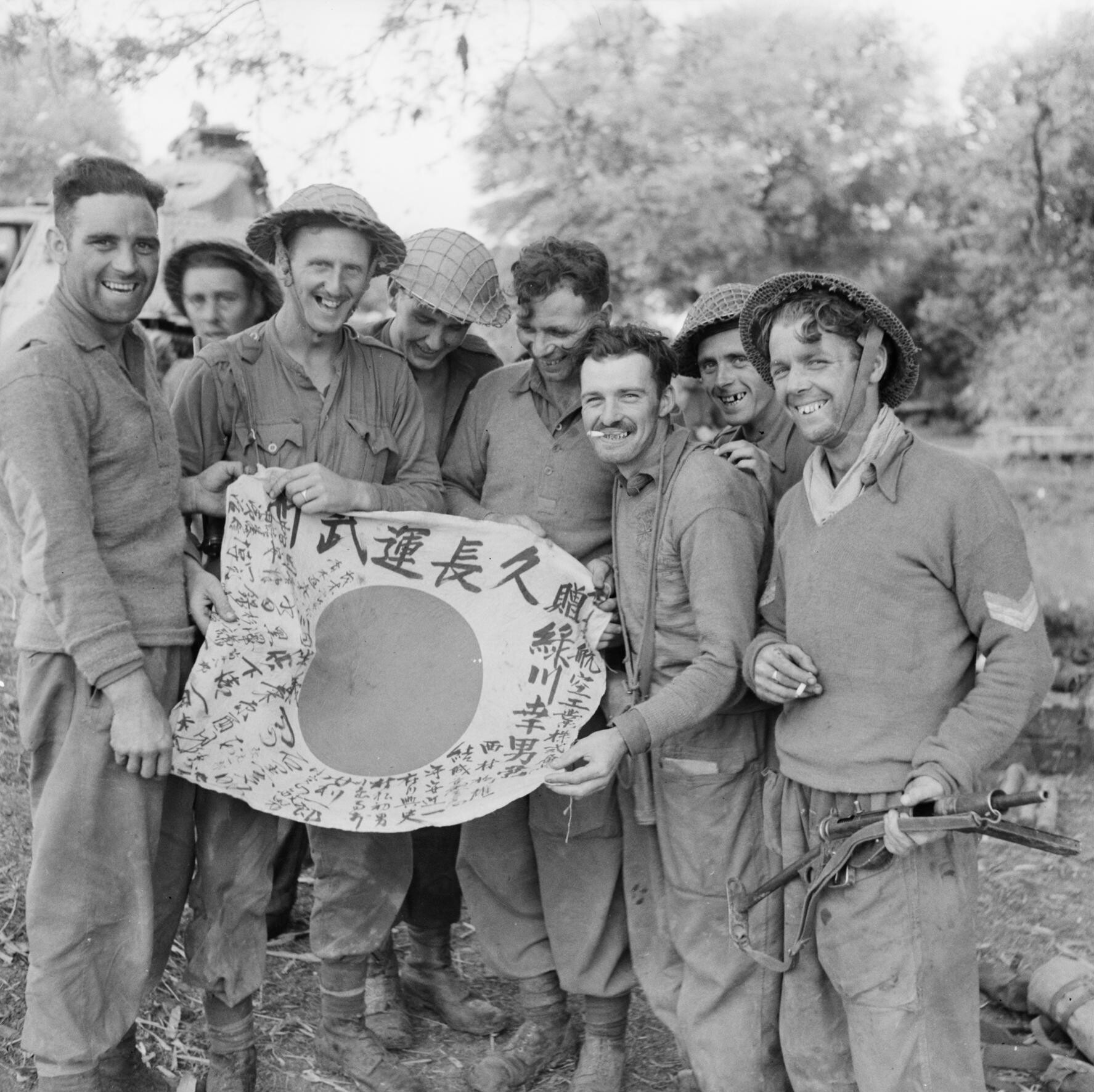
Royal Scots con una bandiera giapponese catturata in Birmania (gennaio 1945)

Con lo scoppio della Grande Guerra la Scozia contribuì allo sforzo bellico del Regno Unito, inviando quasi settecentomila uomini al fronte. Durante la guerra, l'industria navale scozzese ebbe un boom che svanì agli inizi degli anni venti. La crisi economica degli anni venti-trenta portò al risorgere del nazionalismo scozzese. Nel 1934 fu fondato lo Scottish National Party (SNP). La politica dello SNP consiste nello sfruttare tutte le possibilità offerte dal sistema politico britannico, soprattutto la partecipazione alle elezioni - amministrative, politiche, europee – per ottenere sempre più autonomia. In questo periodo di stagnazione economica, riprese in gran vigore l'emigrazione, in particolare verso gli Stati Uniti, il Canada e l'Australia.
Durante la seconda guerra mondiale la Scozia subì alcuni pesanti bombardamenti dalla Luftwaffe, tuttavia l'industria bellica e navale tornarono a prosperare. Dopo il conflitto mondiale l'economia industriale scozzese peggiorò fino ad arrivare alla deindustralizzazione. Negli anni settanta l'economia scozzese tornò a prosperare grazie alla scoperta del petrolio del Mare del Nord. Inoltre iniziarono a fiorire le istituzioni finanziarie.
Politicamente la Scozia, nell'immediato dopoguerra si dimostrò ad essere un buon serbatoio di voti per il Partito laburista. A fianco dei laburisti prosperavano anche i partiti indipendentisti. Nel 1945 l'SNP riesce a ottenere un seggio alla Camera dei Comuni. Nel 1974 ottenne undici seggi. Nel 1979 venne indetto un primo referendum sulla devoluzione, ma non ebbe successo perché non raggiunse il quorum dei votanti.
Intanto si formarono anche gruppi radicali poiché nel 1980 venne fondata la Scottish National Liberation Army (SNLA), gruppo armato che lottava per l'indipendenza, il quale non ottenne la stessa vetrina internazionale dell'organizzazione omologa irlandese.
L'11 settembre 1997 gli elettori scozzesi approvarono il progetto di autonomia del governo laburista. Il testo fu approvato col 74,3% di sì. Venne costituito un parlamento autonomo secondo gli accordi di devoluzione politica. In un secondo referendum si chiede se dare al parlamento un limitato potere di imposizione fiscale. Il sì vince col 63,5% dei voti.

### Duemila

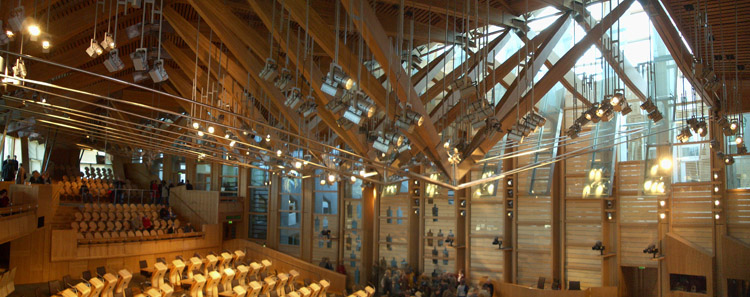
Il nuovo Parlamento scozzese

Nel maggio 1999, per la prima volta dopo tre secoli, si sono tenute le prime elezioni per il parlamento scozzese (Holyrood) e, in quell'occasione, il Labour ottenne la maggioranza dei seggi. In pochi anni, tuttavia, il Partito Nazionale Scozzese riuscì a conquistare la maggioranza dei seggi. Nelle elezioni generali del 2007, il partito di Alex Salmond ottenne ben 47 seggi, diventando così il maggiore partito scozzese e avere la maggioranza relativa al parlamento.
Le performance elettorali dello SNP non sembravano conoscere crisi: alle elezioni europee del 2009 si confermò primo partito scozzese con 2 seggi all'europarlamento, nel 2011, invece, incrementò i propri parlamentari a Holyrood di ben 22 seggi, sancendo di fatto il primo governo dello SNP a maggioranza assoluta.
Nonostante l'innegabile successo elettorale dello SNP, l'opinione pubblica scozzese è divisa tra gli unionisti e i repubblicani indipendentisti. Diversi sondaggi sono stati effettuati per saggiare il supporto della comunità ad un'ipotetica indipendenza scozzese da Londra: a novembre 2006 il 52 % degli scozzesi desiderava la scissione. Più recentemente, nel settembre 2011, la fazione a favore dell'indipendenza sembra ancora riscuotere maggiore successo della sua controparte unionista.
Il 18 settembre del 2014 si è svolto il referendum per la secessione della Scozia dal Regno Unito. Con il 55,3% dei voti, la Scozia resta a far parte del Regno Unito.